# James Grady (football)
Pour les articles homonymes, voir James Grady.
James Grady est un footballeur écossais né le 14 mars 1971 à Paisley. Il évolue au poste d'attaquant.
James Grady a joué 127 matchs en 1re division écossaise et a inscrit 26 buts dans ce championnat.

## Carrière
- 1994-1997 : Clydebank  Écosse
- 1997-2000 : Dundee  Écosse
- 2000-2003 : Ayr United  Écosse
- 2003-2004 : Partick Thistle  Écosse
- 2004-2005 : Dundee United  Écosse
- 2005- janv. 2008 : Gretna  Écosse
- janv. 2008-2008 : Hamilton Academical  Écosse
- 2008-2010 : Greenock Morton  Écosse[1]

## Palmarès
- Champion d'Écosse de D2 en 1998 avec Dundee, en 2007 avec Gretna et en 2008 avec Hamilton
- Champion d'Écosse de D3 en 2006 avec Gretna